# Clephydroneura promboonae
Clephydroneura promboonae är en tvåvingeart som beskrevs av Tomasovic och Patrick Grootaert 2003. Clephydroneura promboonae ingår i släktet Clephydroneura och familjen rovflugor.
Artens utbredningsområde är Thailand. Inga underarter finns listade i Catalogue of Life.